# بیدار (گیاه)
بیدار، دیه‌دار، درخت نفت (نام علمی: Euphorbia tirucalli) نام یک گونه از سرده یوفوربیا است.

## توضیحات
این گیاه به عناوین دیگری چون گیاهان Firestick، درخت فرفیون هند، درخت مداد، چوب در آتش یا شیر بوش شناخته شده‌است
درختچه ای است که در مناطق نیمه خشک و آب و هوای گرمسیری رشد می‌کند. این گونه توزیع گسترده‌ای در آفریقا دارد، که در حال حاضر در شمال شرقی، مرکزی و جنوب آفریقا به وفور یافت می‌شود. همچنین بومی سایر نقاط این قاره و همچنین برخی از جزایر اطراف و شبه جزیره عربستان نیز مشاهده می‌شود
گونه Euphorbia tirucalli یا فرفیون گونه ای خشبی به شکل کاکتوس ولی بدون خار است. این گونه در مناطقی مانند برزیل و آفریقا گسترش زیادی داشته و نسبت به خشکی مقاوم می‌باشد.
اغلب مورد استفاده برای تغذیه دام یا به عنوان پرچینی می‌باشد
این گیاه ماده ای سمی به نام  هیدروکربن لاتکس را تولید می‌کند که قابلیت تبدیل به بنزین را دارد. ملوین کالوین شیمیدان پیشنهاد بهره‌برداری از این گیاه برای تولید نفت را داده‌است. کالوین تخمین زده‌است که ۱۰–۵۰ بشکه نفت در هر هکتار از این گیاه دست یافتنی است. همچنین در تولید لاستیک می‌تواند استفاده می‌شود.
افوربیا تیروکالی در طب سنتی در بسیاری از کشورها مورد استفاده قرار می‌گیرد. در درمان سرطان، excrescences، تومورها و زگیل‌ها در کشورهایی چون برزیل، هند، اندونزی، مالزی و Malabar استفاده می‌شود. همچنین برای آسم، سرفه، درد گوش، درد اعصاب، روماتیسم، دندان درد، و زگیل در هند استفاده می‌شود.
شیره موجود در این گیاه بسیار سمی است. تماس با پوست باعث سوزش شدید؛ تماس با چشم ممکن است درد شدید، و ممکن است باعث کوری موقت تا ۷ روز شود
اگر بلعیده شود، ممکن است باعث سوزش دهان، لبها، زبان و حتی خفگی شود.